# 5624 Shirley
5624 Shirley este un asteroid din centura principală de asteroizi.

## Descriere
5624 Shirley este un asteroid din centura principală de asteroizi. A fost descoperit pe 11 ianuarie 1991 la Observatorul Palomar de Eleanor Francis Helin. Asteroidul prezintă o orbită caracterizată de o semiaxă mare de 3,02 ua, o excentricitate de 0,05 și o înclinație de 10,7° în raport cu ecliptica.